# بخش سن سالوادور
بخش سن سالوادور (به اسپانیایی: Departamento de San Salvador) یک منطقهٔ مسکونی در السالوادور است که در السالوادور واقع شده‌است. بخش سن سالوادور ۸۸۶٫۲ کیلومتر مربع مساحت و ۲٬۴۰۴٬۰۹۷ نفر جمعیت دارد.